# Lepanus australis
Lepanus australis là một loài bọ cánh cứng trong họ Bọ hung (Scarabaeidae).